# Welcome 2 America
A Welcome 2 America Prince, amerikai zenész harmadik posztumusz stúdióalbuma, amely 2021. július 30-án jelent meg az NPG Records kiadásában. Az első, korábban kiadatlan teljes hosszúságú lemez, amelyet a zenész halála után kiadtak.

## Háttér
Az albumot 2010 tavaszán adták ki, mikor Prince és az együttese a Welcome 2 turnéra készültek. Ezt követően az albumot félretették közel 11 évre, amely lehet a hírhedt "Az internetnek vége" kijelentése miatt történt.
2021. április 7-én a The Estate of Prince Rogers Nelson bejelentette, hogy újra kiadják az 1998-as The Truth albumot, hanglemezen, június 12-én. A következő napon bejelentették, hogy meg fog jelenni a korábban kiadatlan Welcome 2 America, amelyen a basszusgitáros Tal Wilkenfeld, a dobos Chris Coleman, a billentyűs Morris Hayes és énekelnek rajta a The New Power Generation énekesei Liv Warfield, Shelby J. és Elisa Fiorillo. Az album megjelenését július 30-ra helyezték.

## Kislemez
A Hot Summer-t 2010. június 7-én mutatták be a minnesotai The Current rádióállomás weboldalán, Prince 52. születésnapján, az album tervezett kiadása előtt. A Same Page, Different Book a 3rdeyegirl YouTube-csatornán jelent meg 2013 januárjában. A 1000 Light Years From Here alternatív verziója 2015-ben jelent meg új dalszöveggel a HITnRUN Phase Two-n a Black Muse dallal. A When She Comes alternatív verziója szintén megjelent a HITnRUN Phase Two-n.

## Számlista
Az összes dal szerzője Prince, kivéve, ahol az máshogy van feltüntetve. 
| 1.    | Welcome 2 America                    |                       | 5:23 |
| 2.    | Running Game (Son Of A Slave Master) |                       | 4:05 |
| 3.    | Born 2 Die                           |                       | 5:03 |
| 4.    | 1000 Light Years From Here           |                       | 5:46 |
| 5.    | Hot Summer                           |                       | 3:32 |
| 6.    | Stand Up And B Strong                | Dave Pirner           | 5:18 |
| 7.    | Check The Record                     |                       | 3:28 |
| 8.    | Same Page, Different Book            | Prince Shelby Johnson | 4:41 |
| 9.    | When She Comes                       |                       | 4:46 |
| 10.   | 1010 (Rin Tin Tin)                   |                       | 4:42 |
| 11.   | Yes                                  |                       | 2:56 |
| 12.   | One Day We Will All B Free           |                       | 4:41 |
| 54:21 |                                      |                       |      |

## Közreműködő előadók
- Prince – énekes, háttérének, gitár, billentyűk, dobok, minden hangszer a 1010 (Rin Tin Tin)-en
- Tal Wilkenfeld – basszusgitár
- Chris Coleman – dobok
- Morris Hayes – billentyűk
- Shelby Johnson – háttérének
- Liv Warfield – háttérének
- Elisa Fiorillo – háttérének

## Slágerlisták
| Slágerlista (2021)                     | Legmagasabb pozíció |
| -------------------------------------- | ------------------- |
| Ausztrál Albumok (ARIA)                | 5                   |
| Belga Albumok (Ultratop Flanders)      | 2                   |
| Belga Albumok (Ultratop Wallonia)      | 2                   |
| Cseh Albumok (ČNS IFPI)                | 92                  |
| Dán Albumok (Hitlisten)                | 12                  |
| Finn Albumok (Suomen virallinen lista) | 27                  |
| Francia Albumok (SNEP)                 | 4                   |
| Holland Albumok (Album Top 100)        | 2                   |
| Ír Albumok (OCC)                       | 25                  |
| Japán Albumok (Oricon)                 | 10                  |
| Japán Hot Albumok (Billboard Japan)    | 12                  |
| Kanadai Albumok (Billboard)            | 26                  |
| Lengyel Albumok (ZPAV)                 | 42                  |
| Német Albumok (Offizielle Top 100)     | 3                   |
| Norvég Albumok (VG-lista)              | 39                  |
| Olasz Albumok (FIMI)                   | 26                  |
| Osztrák Albumok (Ö3 Austria)           | 3                   |
| Portugál Albumok (AFP)                 | 2                   |
| Skót Albumok (OCC)                     | 3                   |
| Spanyol Albumok (PROMUSICAE)           | 7                   |
| Svájci Albumok (Schweizer Hitparade)   | 2                   |
| Svéd Albumok (Sverigetopplistan)       | 53                  |
| UK Albums (OCC)                        | 5                   |
| UK R&B Albumok (OCC)                   | 2                   |
| US Billboard 200                       | 4                   |
| US Top R&B/Hip-Hop Albums (Billboard)  | 2                   |
| US Top Tastemaker Albums (Billboard)   | 3                   |
| US Vinyl Albums (Billboard)            | 2                   |